# Judah Leon Magnes
Judah Leon Magnes (ur. 5 lipca 1877 w San Francisco; zm. 27 października 1948 w Nowym Jorku) – amerykański rabin, jeden z założycieli Amerykańskiego Komitetu Żydowskiego, pacyfistyczny lider podczas trwania I wojny światowej i pierwszy rektor Uniwersytetu Hebrajskiego. Organizator społeczności żydowskiej w Nowym Jorku, która skupiała 220 organizacji żydowskich.

## Życiorys
Jego rodzice wyemigrowali z Polski i Niemiec w 1863 roku. Uczęszczał do Hebrew Union College, gdzie został wyświęcony na rabina judaizmu reformowanego w roku 1900. W latach 1900–1903 studiował w Berlinie i Heidelbergu. Podczas pobytu w Niemczech podróżował po Europie Wschodniej co spowodowało, że był poruszony życiem środowiska żydowskiego. Dlatego zaangażował się w działalność ruchu syjonistycznego, a syjonizm i służba na rzecz środowiska żydowskiego stała się jego celem życiowym.
Po powrocie do Nowego Jorku w 1905 roku został rabinem społeczności żydowskiej w Brooklynie. W latach 1906–1910 został asystentem rabina społeczności Emanu-El w Nowym Jorku. Na początku XX wieku Magnes był mocnym głosem judaizmu reformowanego w dyskusjach społecznych wśród Żydów. W latach 1905–1908 równocześnie pełnił funkcję sekretarza Amerykańskiej Federacji Syjonistycznej. W 1910 roku na skutek niezadowolenia ze zmian dotyczących rytuałów i obyczajów wspólnoty reformowanej zrezygnował z funkcji w Emanu-El oraz został rabinem wspólnoty ortodoksyjnej w Nowym Jorku, którą to funkcję pełnił do śmierci.
Podczas I wojny światowej Magnes zajmował postawę pacyfistyczną oraz odsunął się od syjonizmu, którego przywódcy poparli działania aliantów. Pod koniec wojny wyjechał do Palestyny gdzie współdziałał przy tworzeniu Uniwersytetu Hebrajskiego w Jerozolimie. Został też jego pierwszym rektorem.